# Iwan Ljutarewitsch
Iwan Ljutarewitsch (* 20. Februar 1996 in Minsk) ist ein belarussischer Tennisspieler.

## Karriere
Ljutarewitsch spielte bis 2014 auf der ITF Junior Tour. In der Jugend-Rangliste erreichte er mit Rang 57 seine höchste Notierung, wobei er hauptsächlich bei Turnieren der zweiten Reihe Erfolg hatte.
Ab 2014 spielte er Profiturniere der ITF Future Tour. Es gelang ihm bis 2016 zunächst nicht sich innerhalb der Weltrangliste zu platzieren. 2017 gewann er den ersten Future-Titel im Doppel und beendete das Jahr auf Rang 883. in den folgenden Jahren steigerte Ljutarewitsch sich sukzessive. Bis Ende 2022 gewann er 20 Futures – die Jahre 2019 und 2022 mit fünf respektive sieben Titeln waren dabei am erfolgreichsten. Im Einzel gewann er keine Titel, einzig 2019 zog er dort in ein Endspiel ein und seine höchste Platzierung mit Rang 693 erreichte er im Jahr 2022. Im Doppel war er im April mit einem Platz in den Top 400 erstmals hoch genug notiert, um an Turnieren der ATP Challenger Tour teilzunehmen. Bei sieben Teilnahmen schaffte er aber nur dreimal in die zweite Runde, wo dann immer Schluss war.
Das änderte sich 2023, als er mit seinem Stammpartner Wladyslaw Manafow zunächst das Halbfinale von Teneriffa und anschließend die Endspiele in Vilnius und Cherbourg erreichte. Beide Finals entschieden sie für sich, woraufhin Ljutarewitsch auf sein Karrierehoch von Rang 165 vorrückte.

## Erfolge
| Legende (Anzahl der Siege) |
| Grand Slam                 |
| ATP Finals                 |
| ATP Tour Masters 1000      |
| ATP Tour 500               |
| ATP Tour 250               |
| ATP Challenger Tour (6)    |

### Doppel

#### Turniersiege
| Nr. | Datum            | Turnier         | Belag         | Partner              | Finalgegner                         | Ergebnis    |
| --- | ---------------- | --------------- | ------------- | -------------------- | ----------------------------------- | ----------- |
| 1.  | 11. Februar 2023 | Vilnius         | Hartplatz (i) | Wladyslaw Manafow    | Arjun Kadhe Daniel Masur            | 6:0, 6:2    |
| 2.  | 18. Februar 2023 | Cherbourg       | Hartplatz (i) | Wladyslaw Manafow    | Karol Drzewiecki Kacper Żuk         | 7:610, 7:67 |
| 3.  | 15. April 2023   | Madrid          | Sand          | Wladyslaw Manafow    | Patrik Niklas-Salminen Bart Stevens | 6:4, 6:4    |
| 4.  | 5. August 2023   | San Marino      | Sand          | Wladyslaw Manafow    | Théo Arribagé Luca Sanchez          | 6:4, 7:68   |
| 5.  | 8. Juni 2024     | Prostějov       | Sand          | Sergio Martos Gornés | Matwé Middelkoop Philipp Oswald     | 6:1, 6:4    |
| 6.  | 19. April 2025   | San Luis Potosí | Sand          | Marcus Willis        | Trey Hilderbrand Alfredo Perez      | 6:3, 6:4    |